# Catàrtic
|  | Per a altres significats, vegeu «catarsi». |

En medicina, un catàrtic és una substància que accelera la defecació. Cal diferenciar-ho d'un laxant que és substància que només facilita defecar, usualment per estovar els excrements. És possible que una substància tingui els dos rols, com a laxant i com a catàrtic. Hi ha agents, com la llavor de Plantago, que incrementen el volum dels excrements.
Catàrtics com el sorbitol s'usen de vegades com a tractament d'enverinaments, però l'efecte no n'és gaire cert.